# Estròbil

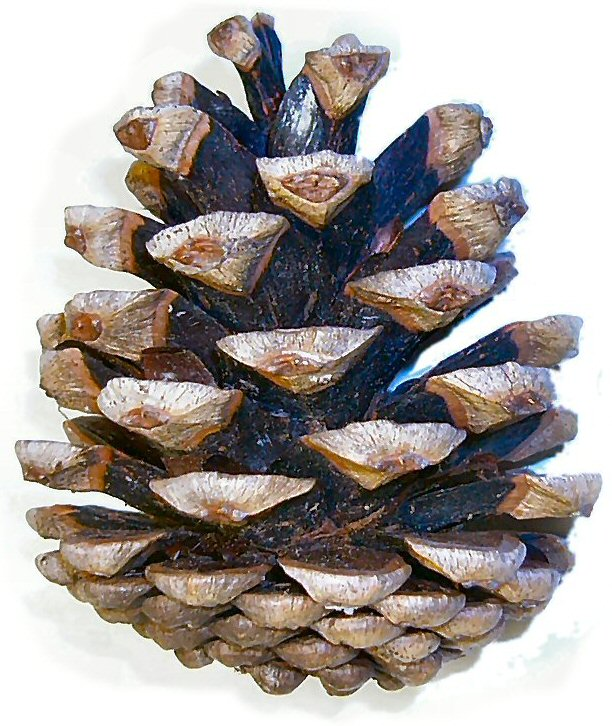
Pinya de pinassa (Pinus nigra)

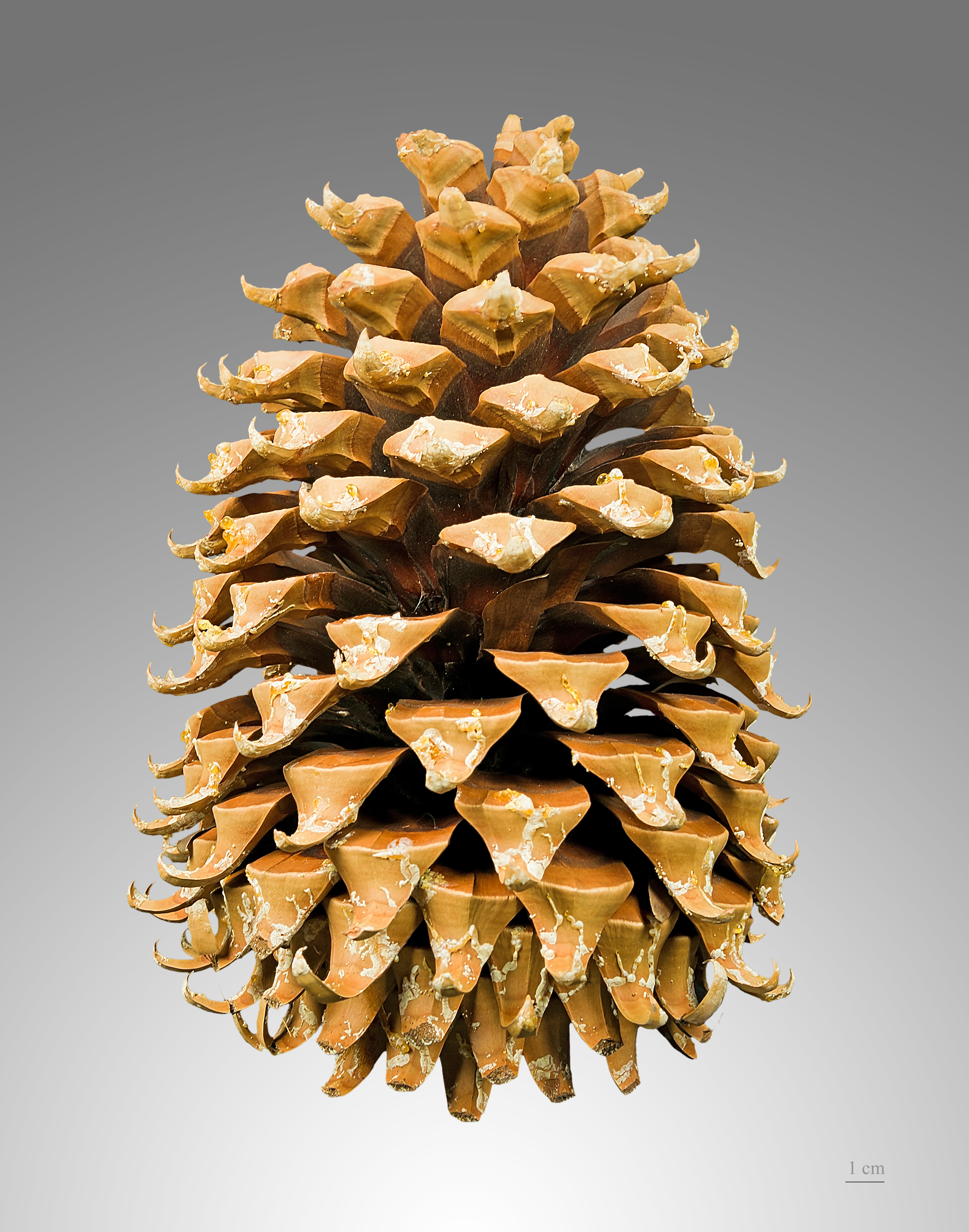
Pinya de Pinus coulteri

En botànica i en les coníferes, un estròbil (con o pinya) és una estructura basada en un eix terminal, al voltant del qual es despleguen fulles reproductives amb una disposició generalment helicoidal. En aquest sentit més ampli és sinònim de con o estròbil femení restringit al grup biològic de les coníferes (divisió Pinophyta), és el cas de les típiques pinyes de les pinàcies, araucariàcies, podocarpàcies, xiprer (família cupressàcies), etc.. En cap cas, però, es pot considerar un veritable fruit, i sovint reben el nom de fals fruit.
L'estròbil rep el nom de gàlbul quan és arrodonit i carnós com és el cas els ginebres (família cupressàcies).
Les pinyes estan formades per un eix al voltant del qual s'ordenen de forma helicoidal escates gruixudes i inicialment ajustades, anomenades bràctees tectrius (portadores), a sobre de les quals es troben una o diverses bràctees seminíferes. Aquestes s'interpreten com megasporofil·les (fulles portadores de megàspores) i a sobre de les quals apareixen els primordis seminals, que després de la pol·linització i la subseqüentment fecundació, han de transformar-se en llavors anomenades en el cas dels pins pinyons.
En els pins i gèneres pròxims l'escata seminífera pot desprendre al costat de la llavor, actuant com una ala que afavoreix una dispersió anemòcora. Amb la maduració de la pinya les bràctees tectrius (generalment les úniques visibles a la pinya tancada) han de desplegar-se, el que fan a vegades de forma brusca, provocant la sortida violenta i la dispersió de les llavors. En els pins de climes mediterranis o semiàrids el foc provoca aquest procés, això n'afavoreix la repoblació després d'un incendi.
Per analogia, es fa servir també el terme estròbil per referirse a estructures semblants existents en altres grups de plantes, com les licopodiàcies o les cues de cavall. En aquest cas defineix una estructura basada en un eix terminal, al voltant del qual es despleguen esporofil·les, que porten els esporangis que alliberaran espores.

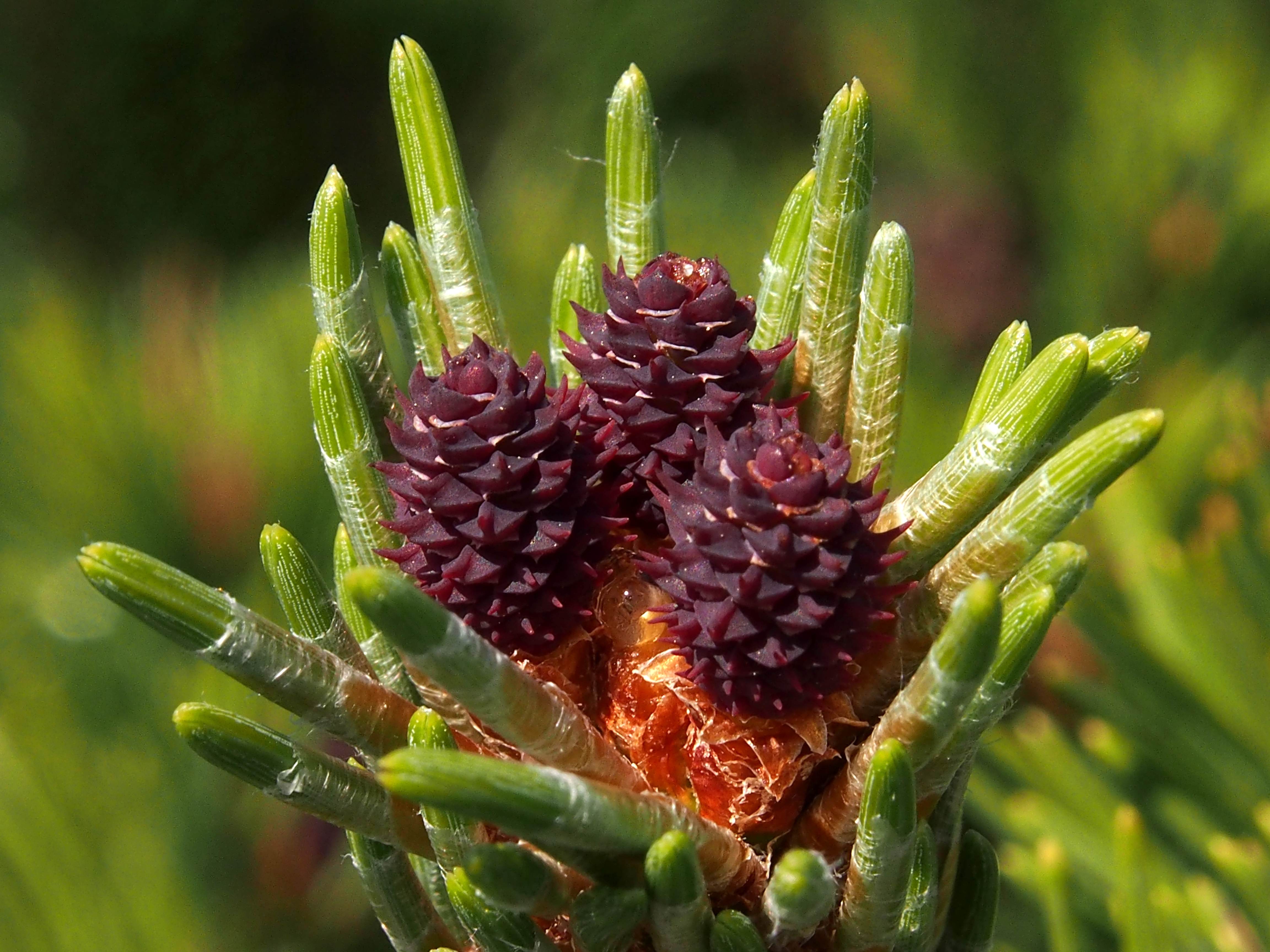
inflorescència femenina de Pinus mugo
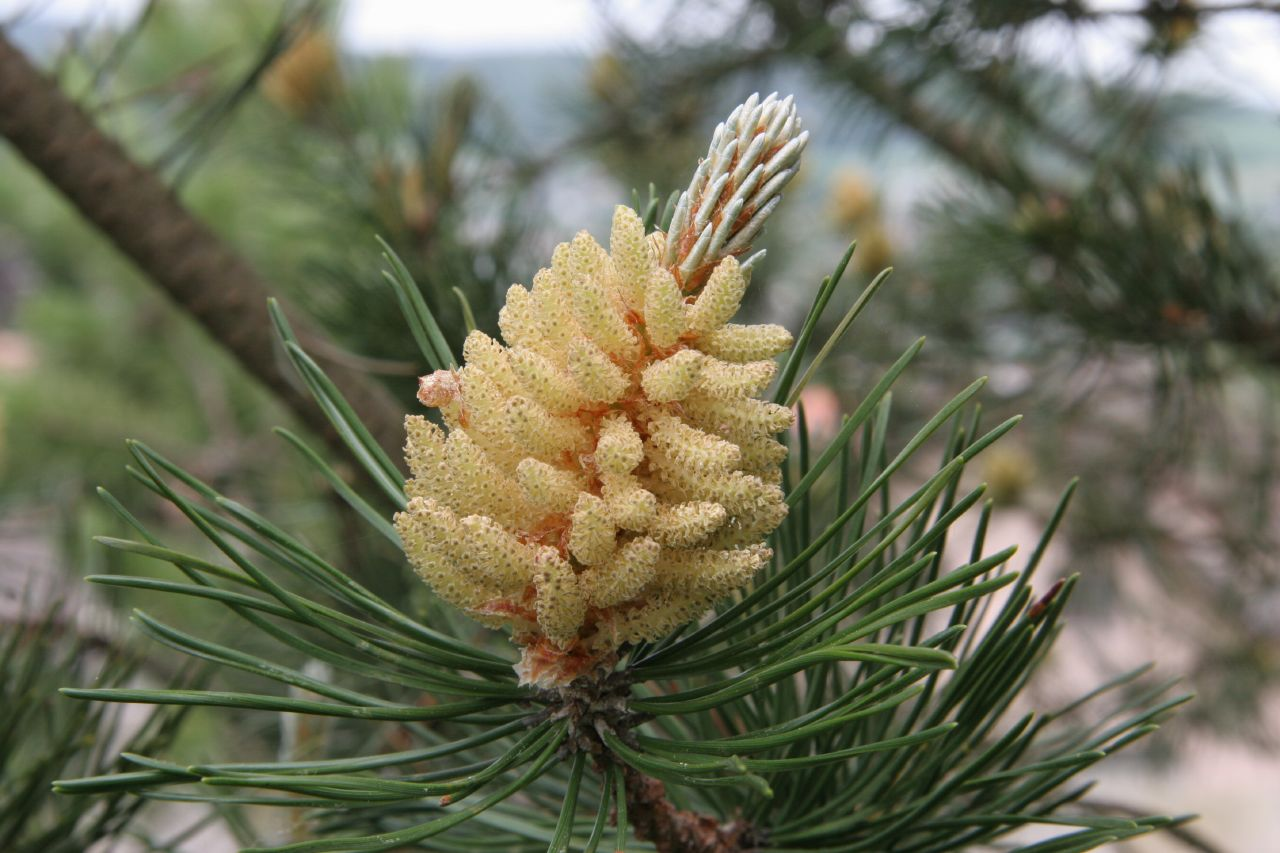
cons masculins de Pinus nigra: cada petita escata és una flor masculina
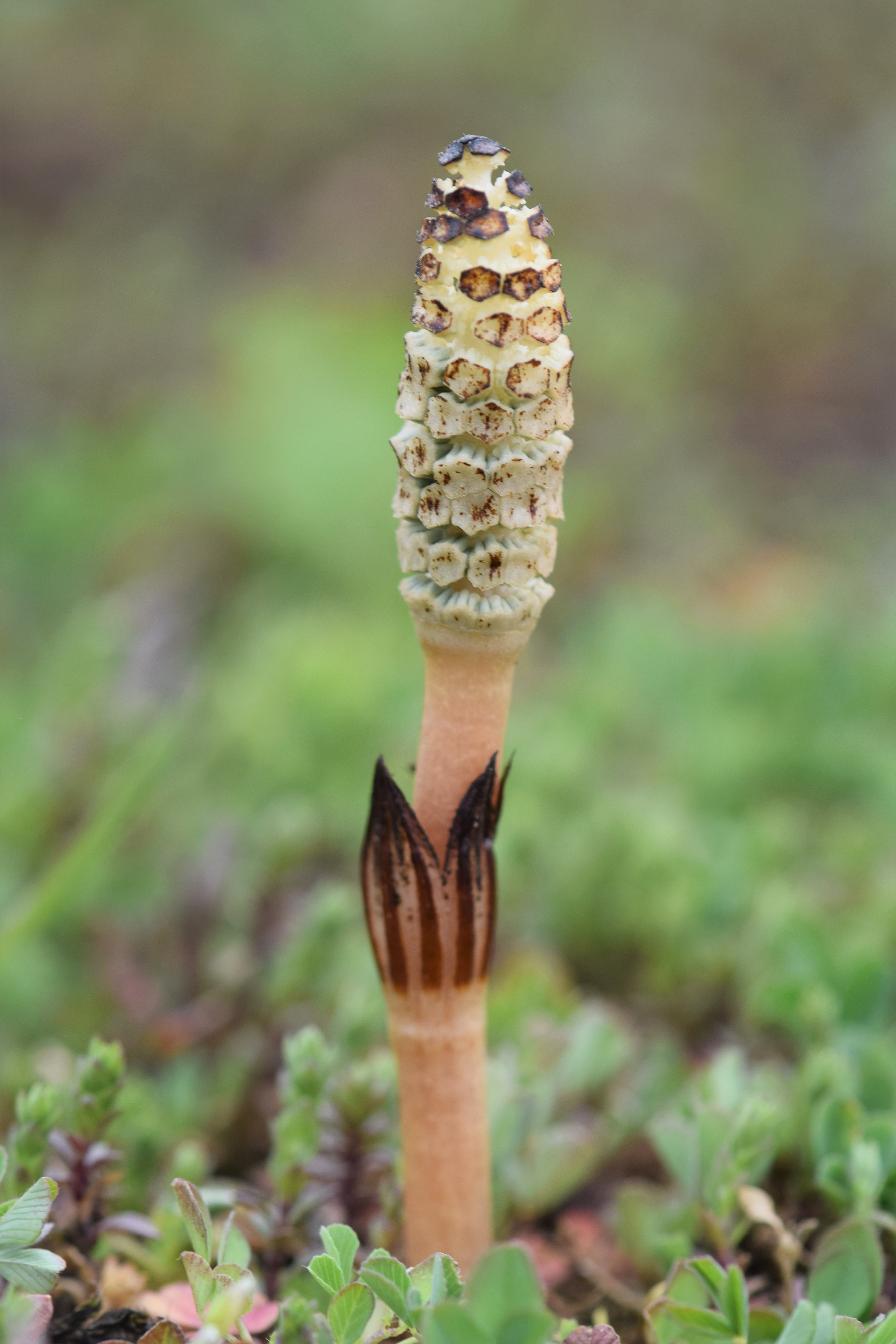
estròbil d'Equisetum arvense
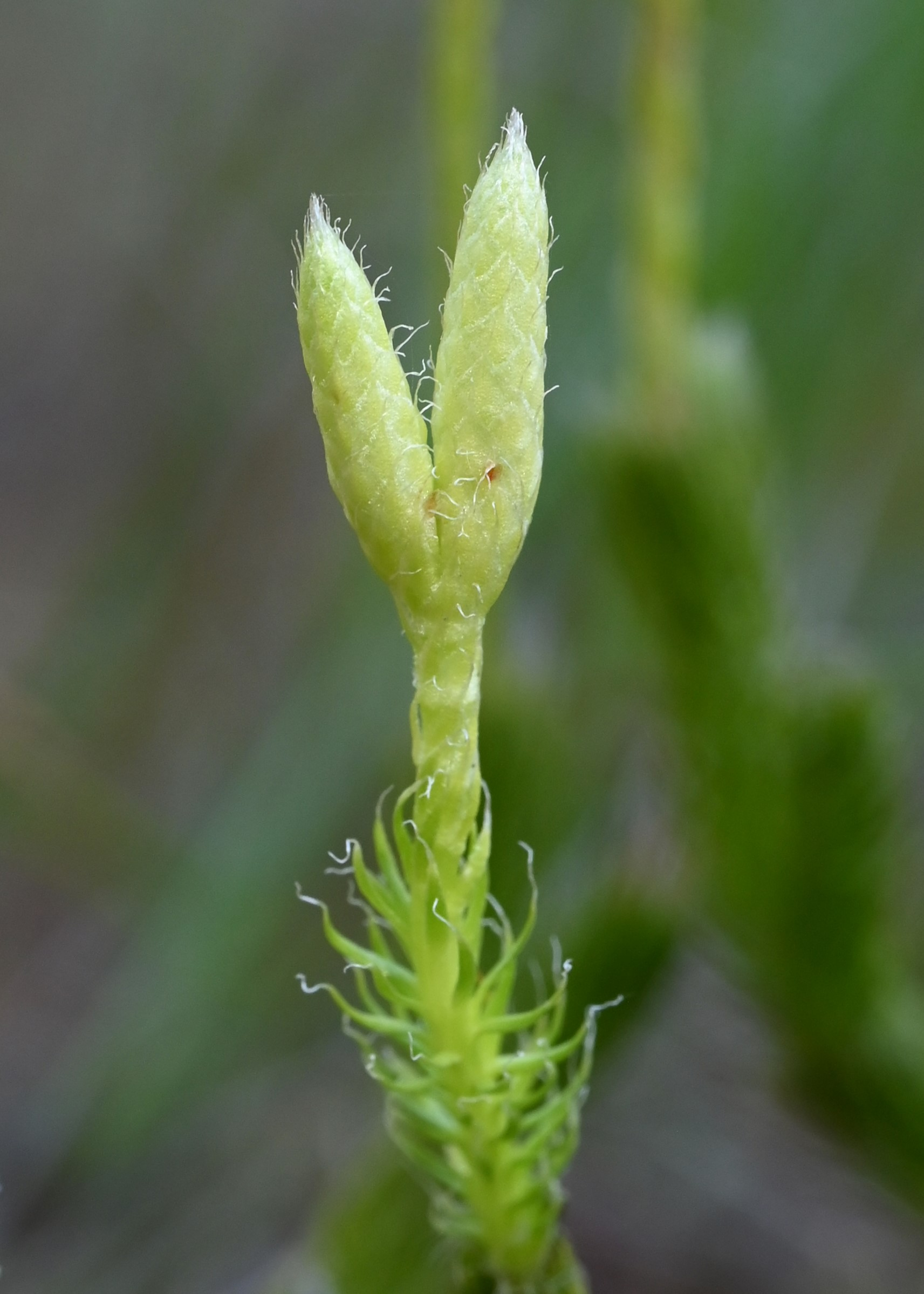
estròbil jove a Lycopodium clavatum